# Nová Ves pod Pleší
Nová Ves pod Pleší település Csehországban, a Příbrami járásban. Nová Ves pod Pleší Bojanovice, Mokrovraty, Malá Hraštice, Voznice, Velká Lečice, Mníšek pod Brdy és Zahořany településekkel határos. Lakosainak száma 1559 fő (2024. január 1.).

## Népesség
A település lakosságának változását az alábbi diagram mutatja:
| Lakosok száma | 563  | 517  | 654  | 855  | 652  | 731  | 1109 | 1202 | 1460 | 1559 |
|               | 1869 | 1890 | 1921 | 1950 | 1980 | 2001 | 2017 | 2019 | 2022 | 2024 |